# Liste des monuments historiques de Schelle
Cette page regroupe l'ensemble des monuments classés de la ville belge de Schelle.
| Objet                                                                                | Statut du classement? | Année de construction/architecte | Section communale | Adresse                  | Coordonnées                      | Numéro d'inventaire | Illustration                            |
| ------------------------------------------------------------------------------------ | --------------------- | -------------------------------- | ----------------- | ------------------------ | -------------------------------- | ------------------- | --------------------------------------- |
| (nl) Boerenhuis                                                                      |                       |                                  | Schelle           | Dendermondestraat 4_2    | 51° 07′ 45″ nord, 4° 19′ 29″ est | 14074               | Téléverser                              |
| (nl) Parochiekerk Sint-Pieter en Pauwel                                              | Oui                   |                                  | Schelle           | Hamerstraat Z.nr.        | 51° 07′ 45″ nord, 4° 20′ 09″ est | 14075               | (nl) Parochiekerk Sint-Pieter en Pauwel |
| (nl) Hoeve                                                                           |                       |                                  | Schelle           | Koekoekstraat 31         | 51° 07′ 13″ nord, 4° 22′ 01″ est | 14076               | Téléverser                              |
| (nl) Hoeve                                                                           |                       |                                  | Schelle           | Koekoekstraat 33         | 51° 07′ 13″ nord, 4° 22′ 01″ est | 14076               | Téléverser                              |
| (nl) Poort en portierswoning kasteel Hagelsteen of Laarhof, of kasteel van Ravestijn |                       |                                  | Schelle           | Laardijk 2               | 51° 07′ 21″ nord, 4° 19′ 24″ est | 14079               | Téléverser                              |
| (nl) Poort en portierswoning kasteel Hagelsteen of Laarhof, of kasteel van Ravestijn |                       |                                  | Schelle           | Laardijk 4               | 51° 07′ 21″ nord, 4° 19′ 24″ est | 14079               | Téléverser                              |
| (nl) Kapel Onze-Lieve-Vrouw van Smarten of Laarkapel                                 | Oui                   |                                  | Schelle           | Laarhofstraat 59         | 51° 07′ 16″ nord, 4° 19′ 34″ est | 14080               | Téléverser                              |
| (nl) Boerenhuis                                                                      |                       |                                  | Schelle           | Laarhofstraat 61         | 51° 07′ 15″ nord, 4° 19′ 34″ est | 14081               | Téléverser                              |
| (nl) Pastorie, dubbelhuis                                                            |                       |                                  | Schelle           | Peperstraat 48           | 51° 07′ 36″ nord, 4° 20′ 03″ est | 14084               | Téléverser                              |
| (nl) Dubbelhuis                                                                      |                       |                                  | Schelle           | Provinciale Steenweg 39  | 51° 07′ 45″ nord, 4° 20′ 12″ est | 14087               | Téléverser                              |
| (nl) Rijhuis, woonhuis en cafe 't Schuttershof                                       |                       |                                  | Schelle           | Provinciale Steenweg 47  | 51° 07′ 44″ nord, 4° 20′ 13″ est | 14089               | Téléverser                              |
| (nl) Rijhuis jaar 1914                                                               |                       |                                  | Schelle           | Provinciale Steenweg 62  | 51° 07′ 40″ nord, 4° 20′ 16″ est | 14090               | Téléverser                              |
| (nl) Gebouw                                                                          |                       |                                  | Schelle           | Provinciale Steenweg 151 | 51° 07′ 33″ nord, 4° 20′ 22″ est | 14091               | Téléverser                              |
| (nl) Hoeve                                                                           |                       |                                  | Schelle           | Steenwinkelstraat 199    | 51° 07′ 31″ nord, 4° 20′ 55″ est | 14093               | Téléverser                              |
| (nl) Boerderij, Klooster- of Kapucienenhoeve                                         | Oui                   |                                  | Schelle           | Steenwinkelstraat 259    | 51° 07′ 31″ nord, 4° 21′ 07″ est | 14094               | Téléverser                              |
| (nl) Jezuietenhof, hoeve                                                             | Oui                   |                                  | Schelle           | Steenwinkelstraat 261    | 51° 07′ 40″ nord, 4° 21′ 09″ est | 14095               | Téléverser                              |
| (nl) Hoeve                                                                           |                       |                                  | Schelle           | Steenwinkelstraat 324    | 51° 07′ 31″ nord, 4° 21′ 20″ est | 14096               | Téléverser                              |
| (nl) Hoeve                                                                           |                       |                                  | Schelle           | Steenwinkelstraat 416    | 51° 07′ 27″ nord, 4° 21′ 29″ est | 14097               | Téléverser                              |
| (nl) Hoeve                                                                           |                       |                                  | Schelle           | Steenwinkelstraat 499    | 51° 07′ 29″ nord, 4° 21′ 43″ est | 14098               | Téléverser                              |
| (nl) Boerenhof Tolhuis                                                               |                       |                                  | Schelle           | Tolhuisstraat 74         | 51° 07′ 12″ nord, 4° 18′ 51″ est | 14099               | Téléverser                              |
| (nl) Het Tolhuis, 1856, eertijds kasteel Ten Essche                                  |                       |                                  | Schelle           | Tolhuisstraat 76         | 51° 07′ 13″ nord, 4° 18′ 44″ est | 14100               | Téléverser                              |
| (nl) Het Tolhuis, 1856, eertijds kasteel Ten Essche                                  |                       |                                  | Schelle           | Tolhuisstraat 78         | 51° 07′ 13″ nord, 4° 18′ 44″ est | 14100               | Téléverser                              |
| (nl) Hoeve                                                                           |                       |                                  | Schelle           | Tolhuisstraat 253        | 51° 07′ 09″ nord, 4° 19′ 02″ est | 14101               | Téléverser                              |
| (nl) Hoeve, vroeger Lobbesveer of Tolhuisveer                                        |                       |                                  | Schelle           | Tolhuisstraat 323        | 51° 07′ 05″ nord, 4° 18′ 47″ est | 14102               | Téléverser                              |
| (nl) Hoeve, vroeger Lobbesveer of Tolhuisveer                                        |                       |                                  | Schelle           | Tolhuisstraat 325        | 51° 07′ 05″ nord, 4° 18′ 47″ est | 14102               | Téléverser                              |
| (nl) Cafe                                                                            |                       |                                  | Schelle           | Tolhuisstraat 333        | 51° 07′ 08″ nord, 4° 18′ 43″ est | 14103               | Téléverser                              |
| (nl) Burgerhuis                                                                      |                       |                                  | Schelle           | Provinciale Steenweg 173 | 51° 07′ 30″ nord, 4° 20′ 21″ est | 14176               | Téléverser                              |